# Distretto di Bung Khla
Il distretto di Bung Khla (in thailandese: บุ่งคล้า) è un distretto (amphoe) della Thailandia, situato nella provincia di Bueng Kan.